# José Rico Pérez
José Rico Pérez (Daia Nova, 13 de març de 1918 - Alacant, 6 de juliol de 2010) va ser un constructor, empresari i dirigent esportiu valencià, molt arrelat a l'esport a Alacant. Va ser president de l'Hèrcules Club de Futbol durant 13 temporades i sota el seu mandat es va construir l'estadi que porta el seu nom, es va viure la millor època esportiva de l'Hèrcules i va ser un dels principals valedors d'Alacant com a seu de la Copa del Món de 1982.

## Trajectòria
José va néixer al petit poble de Daia Nova, tot i que als 10 anys es va traslladar a Sant Vicent del Raspeig on va ser acollit per familiars a causa de la prematura mort dels seus pares. A Sant Vicent va créixer fins a convertir-se en un famós constructor alacantí.
Va ser president de l'Hèrcules CF des del 12 de març de 1971 fins al 16 d'agost de 1984, aquesta última data no va ser la seva desvinculació definitiva del club, tot i que va passar a un segon pla assumint la presidència en funcions José Torregrosa Ronda.
Sota el seu mandat es va construir l'estadi José Rico Pérez. Va rescatar l'escriptura dels vells terrenys del Camp de La Viña, a fi d'aconseguir ingressos per a la construcció de l'actual estadi de l'Hèrcules CF. Així mateix va ser un dels protagonistes perquè Alacant fora seu de la Copa del Món de Futbol de 1982.
El 1984 per decisió personal es va mantenir al marge de la presidència de l'Hèrcules en una mena d'excedència per mitjà d'una decisió mèdica que li recomanava repòs total. Així el vicepresident i tresorer José Torregrosa Ronda va assumir la presidència en funcions. Rico Pérez va començar el 1984 un intent que se li reconegués un deute de 104 milions de pessetes (625.000 euros) que mantenia el club amb ell mateix, una part d'aquest deute era procedent de la construcció de la grada de l'estadi Rico Pérez construïda pel Mundial de 1982 (coneguda com a grada del Mundial o de Tejero) que mai li va ser sufragada al president herculà.
A l'hotel Castilla d'Alacant, de la seva propietat, s'allotjaven nombrosos equips que viatjaven a la ciutat a jugar contra l'Hèrcules Club de Futbol.
Una plaça a Alacant duu el seu nom.